# Waisake Naholo
 Waisake Ratunideuba Naholo (Sigatoka, 8 mei 1991) is een Fijisch rugbyspeler die speelt voor Nieuw-Zeeland en Nieuw-Zeelandse rugbyclub Highlanders als wing. Hij debuteerde voor de All Blacks in 2015. Bij zijn huidige rugbyclub Highlanders debuteerde hij in 2015. Daarvoor speelde hij voor Blues. Waisake Naholo heeft deelgenomen op het Wereldkampioenschap Rugby 2015 en werd wereldkampioen.